# George Franklin Drew
George Franklin Drew (Alton, 6 agosto 1827 – Jacksonville, 26 settembre 1900) è stato un politico statunitense, governatore della Florida dal 1877 al 1881.